# Devin Lucien
(en) Statistiques sur pro-football-reference
Devin Lucien, né le 26 juin 1993 à Los Angeles, est un joueur américain de football américain.

## Biographie

### Enfance
Lucien fait ses études à la Crespi Carmelite High School d'Encino où il évolue comme receveur, dans l'équipe de football américain sous trois entraîneurs. Lors de sa dernière année, il réceptionne soixante-et-onze ballons pour 1 259 yards et dix-huit touchdowns. Considéré comme une recrue quatre étoiles sur cinq par les deux sites spécialisés aux États-Unis, Lucien reçoit des propositions de l'université d'État de l'Arizona, de l'université du Colorado à Boulder, de l'université du Kentucky et de l'université de Miami mais décide de rejoindre les Bruins d'UCLA,.

### Carrière

#### Université
Après une première année vierge, il fait ses premiers matchs en 2012 et commence à occuper le poste de titulaire en 2013 à l'université de Californie à Los Angeles. En trois saisons sur les terrains, Devin Lucien marque quatre touchdowns sur cinquante-huit réceptions pour 752 yards. En 2015, le receveur est transféré à l'université d'État de l'Arizona et apparaît lors des treize matchs de la saison dont dix comme titulaire et domine le classement des yards à la réception d'Arizona State avec 1 075 yards sur soixante-six réceptions pour huit touchdowns. 

#### Professionnel
Devin Lucien est sélectionné au septième tour de la draft 2016 de la NFL par les Patriots de la Nouvelle-Angleterre au 225e choix. Le nouveau venu signe un contrat de quatre ans avec cette équipe avant d'être libéré juste avant le début de la saison 2016 et d'être envoyé dans l'équipe d'entraînement des Patriots. Même s'il ne joue pas, il remporte le Super Bowl LI avec ses anciens coéquipiers de la faculté Jamil Douglas et D. J. Foster.
En février 2017, il reste chez les Patriots mais est remercié sur blessure à l'aube de la saison 2017. Pendant cet exercice, il côtoie les équipes d'entraînements de quatre équipes différentes sans pour autant réussir à intégrer le groupe des matchs officiels. Après un retour non concluant chez les Patriots en 2018, Lucien se tourne vers l'Alliance of American Football, une nouvelle ligue de football américain, et rejoint les Hotshots de l'Arizona ainsi que Mike Bercovici. Non conservé, il s'engage avec l'Express de Memphis où il fait ses débuts comme professionnel avec neuf réceptions pour 113 yards et un touchdown inscrit contre les Apollos d'Orlando.
L'AAF arrête ses activités en cours de saison et Lucien se retrouve sans équipe. En décembre 2019, les Blue Bombers de Winnipeg, en Ligue canadienne de football, le recrutent pour préparer la saison 2020. Cette dernière est repoussée du fait de la pandémie de Covid-19 aux États-Unis et Lucien décide de prendre sa retraite le 12 mai 2020.